# Juan Garaizabal
Juan Garaizabal est un artiste conceptuel, sculpteur  et graveur, qui a également expérimenté le dessin, l'art vidéo et les installations sonores et lumineuses. Il est connu internationalement pour ses sculptures publiques monumentales. Ses Memorias Urbanas (Mémoires urbaines) récupèrent, avec des structures sculpturales et de la lumière des éléments architecturaux disparus, remplissant des vides urbains qui ont une importance historique.

## Biographie
À 14 ans, il est admis à l'Académie de dessin IB 67 de Madrid où il fait des études pendant trois ans. Il termine ses études supérieures au CESEM, à Reims, en France. Lors de sa première étape comme artiste il combine la créativité artistique avec la transformation d’espaces de toutes sortes en lofts, un concept qui n'existait pas encore en Espagne. Comme artiste conceptuel, il crée une grande partie de son œuvre en se servant de ses mains ; utilisant des techniques du métal, d’électricité et  de menuiserie tout comme des matériaux plastiques et de maçonnerie qu’il a acquis au fil des années. Depuis 2008, son atelier principal se trouve à Berlin, en Allemagne ; il a gardé un atelier à Madrid.

## Principales installations publiques

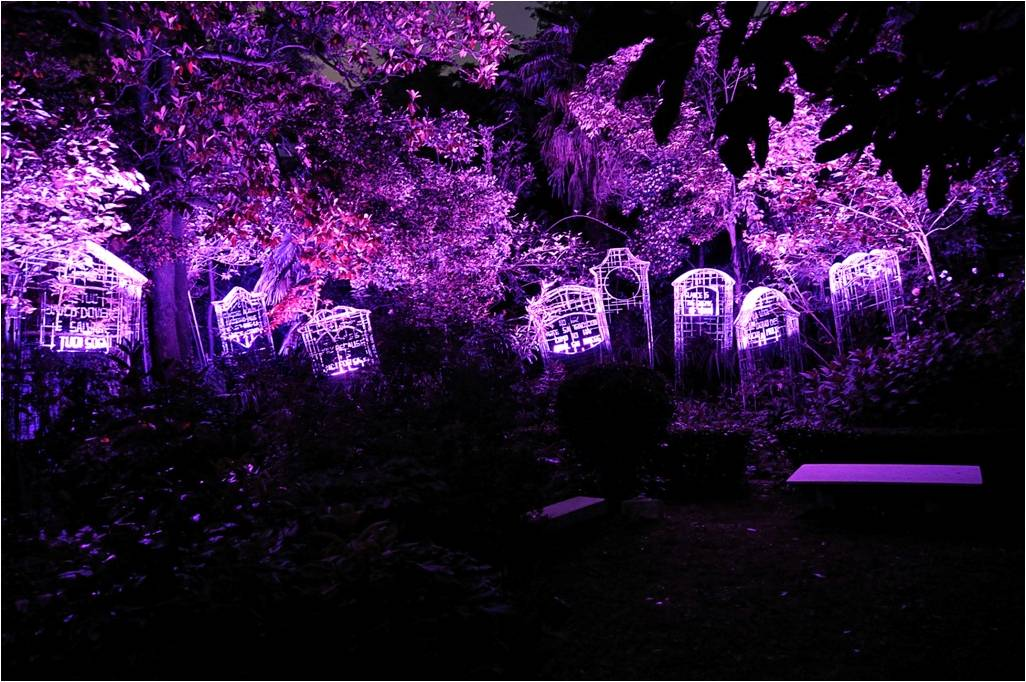
Juan Garaizabal Memoria del Giardino

Les principales installations publiques de sculptures réalisées par l'artiste ont été :
- 2006 : Bosque de Flores, Valence, Espagne.
- 2007 : Memoria Urbana, Bucarest, Uranus Area. Noaptea Alba, Roumanie.
- 2011 : Archives Stairway, Connecticut, États-Unis.
- 2012 : Memoria Urbana Berlin, Allemagne[4],[5],[6].
- 2013 : Memoria del Giardino Venise, Italie. Commissarié par Barbara Rose[7].
- 2016 : Memoria Urbana Miami ; El Balcón de La Habana, États-Unis[8],[9],[10].
- 2018: Memoria Urbana Segovia Hay Festival Ségovie Espagne
- 2020 : Piedra Sobre Piedra Tolède Espagne
- 2020: Ever Time Gate Shanghai Chine

- 2021: Four Monumental Sculptures Paris France
- 2021: Fondation Prince Albert Monaco Monaco
- 2021: Biennale de Sculpture  Saint-Paul-de-Vence France
- 2023: Ever Time Balcony Shanghai Chine
- 2024: La Memoria del Vidrio Valence Espagne
- 2024: Land of Dilmun and Door of Dilmun Biarritz France

- 2025:Memoria Urbana : Les Bains Napoléon, Biarritz, France [11].

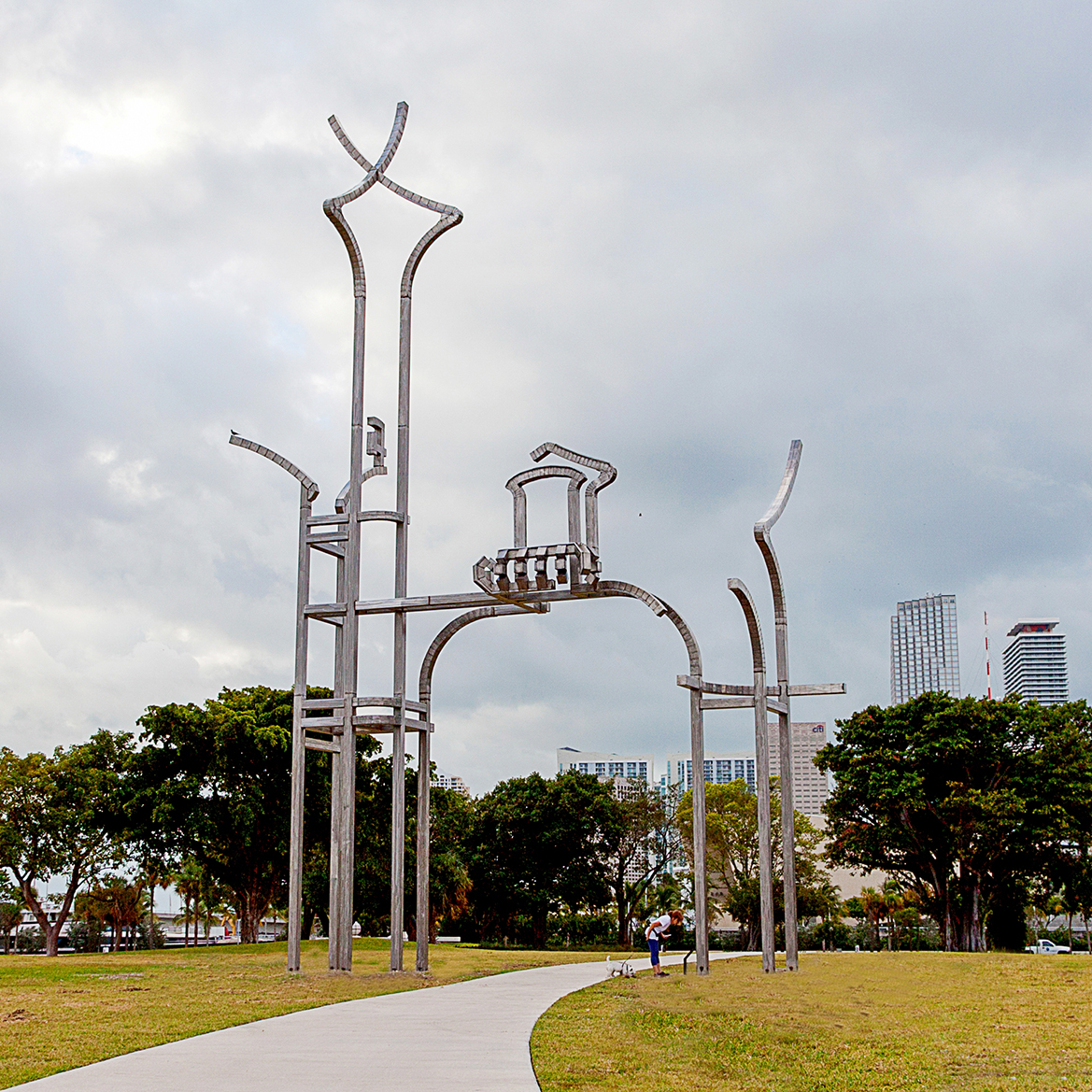
Havana's Balcony in Museum Park Miami

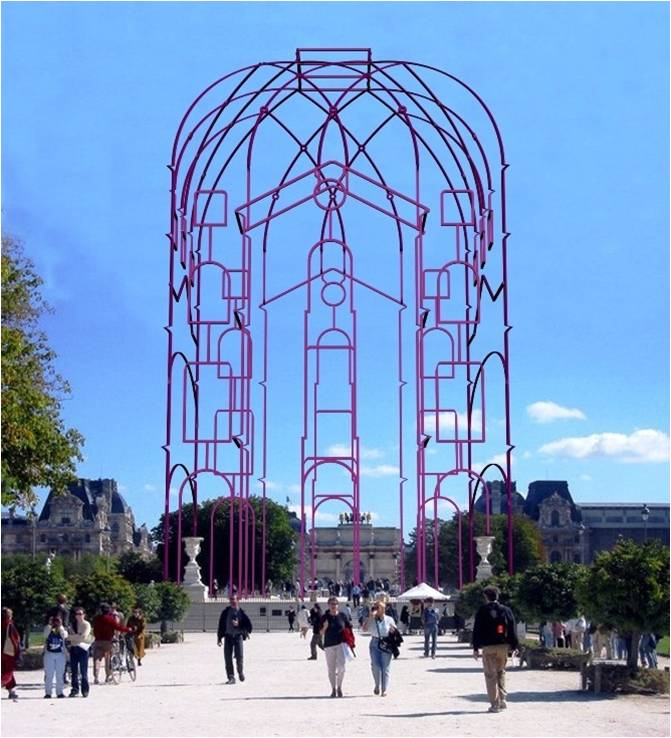
Memoria Urbana Paris. Palais des Tuileries. Projet pour la Nuit Blanche 2009.

- 2025: Ever Time Port , Portugal

## Vie personnelle
Entre les années 1998 et 2007 il a traversé le continent africain, réalisant un voyage en plusieurs étapes  avec un Mercedes-Benz Unimog comme moyen de transport. Les voyages avaient lieu une ou deux fois par an en compagnie de sa famille et amis. Depuis Madrid jusqu’au Cap.
Il réside et travaille de façon fixe à Berlin et à Madrid, vie qu’il combine avec des séjours et ateliers temporels dédiés à d’autres projets autour du monde[réf. souhaitée]. Il est divorcé deux fois et a deux filles, Olivia (2003) et Casilda (2004) de son premier mariage.